# Charles Peaker
Charles Peaker (* 6. Dezember 1899 in Derby/Derbyshire, Vereinigtes Königreich; † 11. August 1978 in Toronto/Ontario) war ein kanadischer Organist, Chorleiter und Musikpädagoge.

## Leben
Peaker kam im Alter von 13 Jahren nach Kanada und studierte ab 1919 in Toronto bei Healey Willan, Ernest MacMillan und Ernest Seitz. Bis 1926 arbeitete er als Theatermusiker in Regina und Saskatoon. Danach wirkte er als Chorleiter und Organist an der St Paul Street United Church in St Catharines (1926–1928) und in Toronto an der Rosedale United Church (1930–1936), der Walmer Road Baptist Church (1936–1927), der Deer Park United Church (1937–1944) und schließlich von 1944 bis 1975 an der St Paul’s Anglican Church, wo er jährlich in der Oster- und Adventszeit Passionsmusiken und Requiems zur Aufführung brachte. Daneben war er von 1934 bis 1950 Dirigent des Hart House Glee Club und von 1940 bis 1942 des Coliseum Chorus.
Als Konzertorganist trat Peaker 1935 in den USA und bei einer Englandtournee 1954 in der Westminster Abbey auf. Von 1930 bis 1970 unterrichtete Peaker am Royal Conservatory of Music, dessen Direktor er 1944–1945 war. An der University of Toronto unterrichtete er von 1952 bis 1965 Chortechnik. 1964 wurde er Universitätsorganist. Zu seinen Schülern zählten Fred Graham, John Hodgins, David Low, Roma Page Lynde, Stanley Osborne, Godfrey Ridout und Charles Wilson.
Peaker gab 1969 die zweibändige Sammlung Organ Music of Canada heraus.  Er war von 1941 bis 1943 Präsident (ab 1974 Ehrenpräsident) des Royal Canadian College of Organists und 1948–49 Präsident der Ontario Registered Music Teachers’ Association. 1974 wurde er als Member of the Order of Canada geehrt.